# BIOTA AFRICA

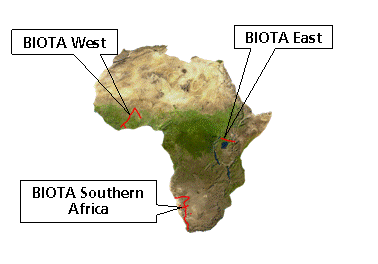
Die drei Megatransekte des BIOTA Projekts

BIOTA AFRICA (BIOTA steht für BIOdiversity (Artenreichtum) Monitoring (Überwachung) Transect (Profil) Analysis (Untersuchung)) war von 2000 bis 2010 ein kooperatives und interdisziplinäres Forschungsprojekt im Rahmen des Forschungsprogramms „Biodiversität und Global Change“ (BIOLOG). Initiiert und finanziert vom Bundesministerium für Bildung und Forschung (BMBF) leistet Deutschland damit einen Beitrag im Rahmen der Konvention zur Biodiversität (Convention on Biological Diversity, CBD). Das Projekt war inhaltlich stark mit dem Forschungsprojekt The Future Okavango verbunden.

## Ziel
Das Projekt bildete ein Netzwerk von deutschen und afrikanischen Wissenschaftlern mit dem Ziel, auf Basis wissenschaftlicher Ergebnisse Wege für eine nachhaltige Nutzung von Biodiversität zu erarbeiten, und damit deren Schutz und Erhalt zu ermöglichen. Ergebnisse von BIOTA flossen in internationale Netzwerke ein (UNEP, IUCN, GEOSS usw.) und trugen zum Johannesburg Plan of Action of the World Summit on Sustainable Development (WSSD) sowie zum NEPAD (New Partnership for African Development) bei.

## Untersuchungsgebiet
BIOTA Afrika arbeitete in drei Forschungsverbünden. BIOTA Ost in Kenia und Uganda, Biota Southern Africa in Südafrika und Namibia und BIOTA West in Benin, Burkina Faso und Côte d’Ivoire. Die Untersuchungsgebiete erstreckten sich entlang von drei Makro-Transekten, die die wichtigsten afrikanischen Biome abdecken. Mit standardisierten, und damit vergleichbaren Methoden wurden in sog. Biodiversitätsobservatorien Daten erhoben und analysiert, um somit die Einflüsse des Menschen und des Klimawandels erforschen zu können. Eines der Untersuchungsgebiete war die Karoo.

## Organisation
Ziel von BIOTA AFRICA war es, seine Idee als „Biodiversity Observation Network“ in andere Bereiche des afrikanischen Kontinents auszudehnen.
Das BIOTA verfolgte organisatorisch das Ziel, alle beteiligten Personen und Institutionen partizipativ und gleichberechtigt an dem Projekt zu beteiligen. Jedes beteiligte Land wählte einen Vertreter in das BIOTA Steering Committee. Dies Vertreter erledigten die laufende Arbeit und diskutierten Forschungs- und Schutzstrategien vor ihrem nationalen Hintergrund.
Aus praktischen Gründen wurde das Projekt in die vier Bereiche; BIOTA West Africa, BIOTA East Africa, BIOTA Southern Africa und BIOTA Morocco („Research Networks“) gegliedert.
Jedes dieser Netzwerke und jedes beteiligte Land hatte einen Scientific Chair (speaker), einen Logistik-Koordinator und ein entscheidungstreffendes Gremium (Steering Committee).

## Partner
An dem Projekt waren verschiedene Partner aus den beteiligten Ländern beteiligt. In Deutschland wurde das Projekt von Norbert Jürgens, einem Vegetationskundler an der Universität Hamburg (Biocenter Klein Flottbek) koordiniert.